# Lomnice u Rýmařova
Lomnice u Rýmařova – przystanek kolejowy w Lomnicy, w kraju morawsko-śląskim, w Czechach pod adresem Lomnice 88. Znajduje się na wysokości 595 m n.p.m. i leży na linii kolejowej nr 310.